# 蚵岩螺
蚵岩螺（学名：Reishia clavigera）是一個新腹足類支序的海洋腹足綱軟體動物物種。舊屬新腹足目骨螺科Thais屬，今屬荔枝螺屬。
已經發現該物種可用作砷、銅和鋅的環境污染水平的指標。

## 分佈
主要分布于越南、马来西亚、韩国、中国大陆、台湾、 新加坡及印支半島，常栖息在潮间带岩礁区。

## 形態描述
本物種乃一種肉食動物，有硬殼，會分泌酸液，用以在被捕食的貝類的外殼侵蝕出一個小洞，以便進食。

## 外部連結
- Guo, X.; Zhao, D.; Jung, D.; Li, Q.; Kong, L.-F.; Ni, G., et al. (2015. . PLoS ONE. doi:10.1371/journal.pone.0129715. e0129715.
- Contamination study  （页面存档备份，存于）
- Contamination study [永久]